# Palais Muti
Pour les articles homonymes, voir Muti, Balestra et Stuart.
Le palais Muti, parfois nommé palais Balestra ou palais Stuart, se trouve à Rome sur la place des Saints-Apôtres.
C’est un édifice haut de quatre étages enduit de couleur ocre avec des chaînages de pierre d’angle qui décorent et délimitent la façade du palais dans sa largeur. Deux colonnes ioniques encadrent le portail d’entrée de la façade principale sur lequel un linteau gravé mentionne le nom de « Balestra » (arbalète en italien), nom d’une famille qui occupait un ensemble de maisons flanqué d’une tour, défendant ces mêmes lieux, au XVe siècle.

## Histoire
Au XVIe siècle, la famille Muti Papazurri, propriétaire des lieux jusqu’en 1816, arase les constructions médiévales, et construit un premier édifice, baroquisé en 1644 par l’architecte Mattia De Rossi.
En 1719, la Chambre apostolique prend en location le palais pour accueillir le prétendant au trône d’Angleterre, Jacques François Stuart. Le pape Clément XI accorde sa protection au souverain catholique et soutient ses revendications au trône, contre les souverains anglicans.
Au début du siècle dernier, un ultime étage est rajouté. Actuellement le palais Balestra accueille de nombreuses sociétés commerciales.
Une plaque à l'intérieur rappelle que dans ce palais habita Henri Benoît Stuart, le cardinal d’York, fils de Jacques François Stuart qui prit le nom d'Henri IX. Avec lui s'éteignit la dynastie des Stuart en 1807.

## Images

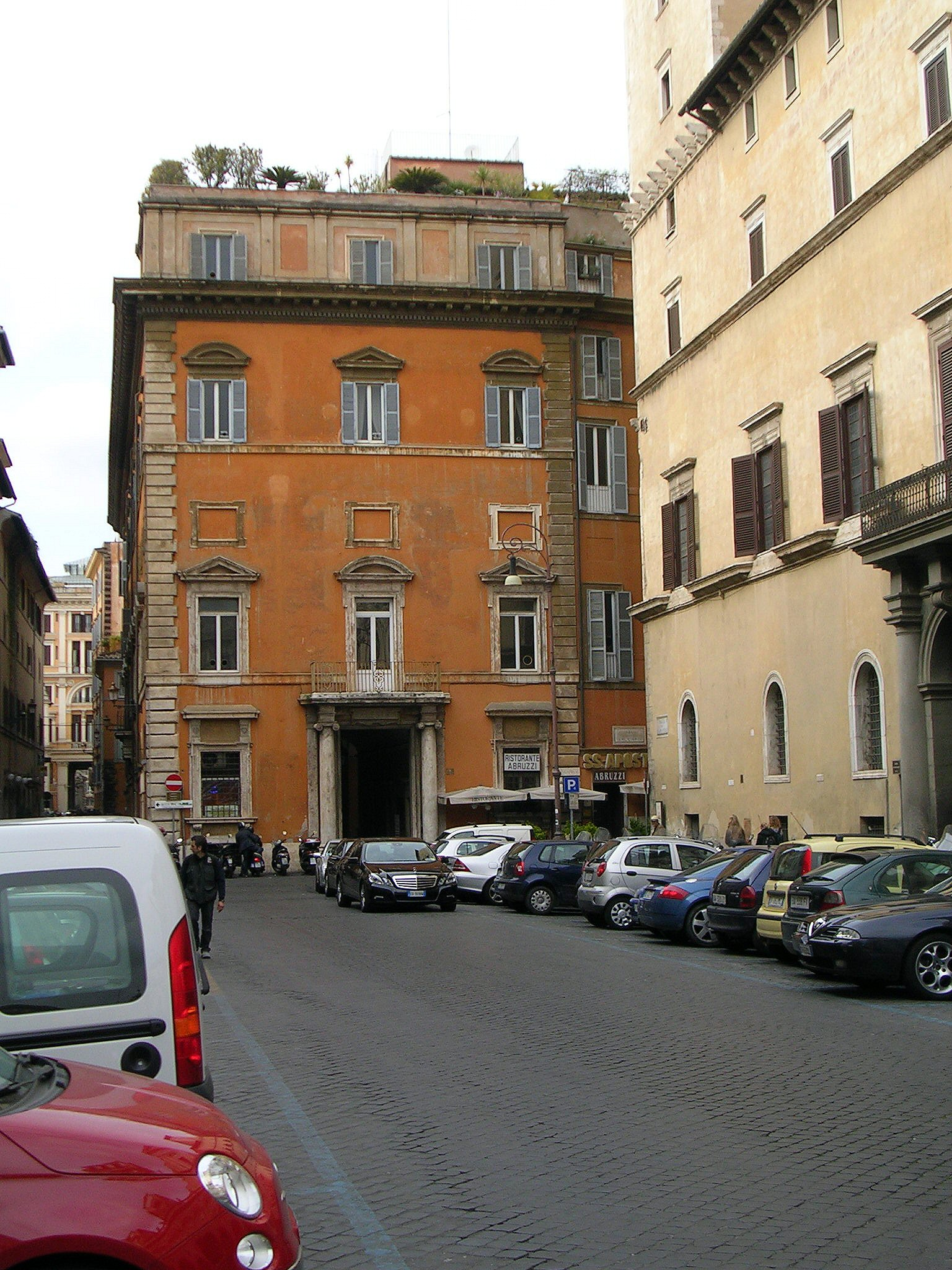
Façade du palais donnant sur la place des Santi Apostoli.